# Ялинкова передача

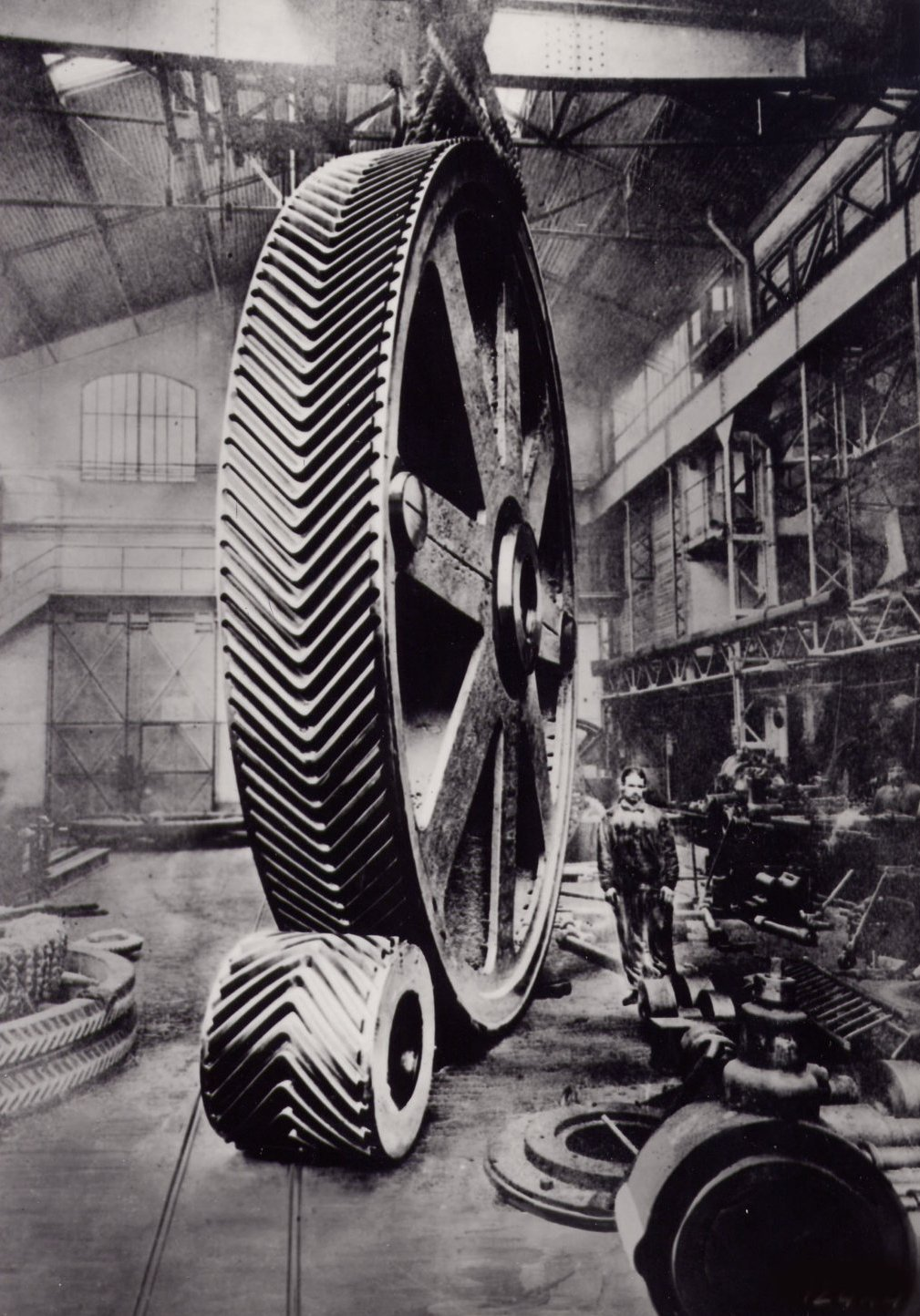
Ялинкова передача

Ялинкова передача — особливий тип подвійної гвинтової передачі, є особливим типом передачі, яка являє собою комбінацію двох гвинтових шестірень з протилежними стрілками, що розташовані збоку в бік (а не впритул). Зверху кожна гвинтова канавка цієї шестерні виглядає як буква V, а багато разом утворюють ялинку (схожу на кістки риби, наприклад оселедця). На відміну від гвинтових передач, ялинкові передачі не створюють додаткового осьового навантаження.
Як і косозубі шестерні, вони мають перевагу в плавній передачі потужності, оскільки в будь-який момент часу буде зачеплено більше двох зубів. Їхня перевага перед косозубими шестернями полягає в тому, що бічна тяга однієї половини врівноважена силою іншої половини. Це означає, що шестерні типу «ялинка» можна використовувати в коробках передач крутного моменту, не вимагаючи значного упорного підшипника. Через це зубчасті передачі «ялинка» були важливим кроком у впровадженні парової турбіни в морський рух.

## Інтернет-ресурси
- Вікісховище має мультимедійні дані за темою: Ялинкова передача
- Picture showing helical and herringbone gears
- About herringbone gears
- Pictures showing operational Farrel chevron cutter at Precision Boring Company, Clinton, Michigan

1. ↑  Double Helical Gears sometimes known as Herringbone Gears, Hewitt & Topham, архів оригіналу за 19 січня 2015, процитовано 14 лютого 2015